# Aisha bint Khalfan bin Jameel
Aisha bint Khalfan bin Jameel est une femme politique du sultanat d'Oman.
En 2003 elle est nommée ministre sans portefeuille, en charge de l'artisanat, ce qui fait d'elle la première femme à occuper un poste de ministre dans le sultanat et au-delà, dans le Conseil de coopération du Golfe. L'année suivante, Rawya Saud Al Busaidi (en) devient la première ministre avec portefeuille du pays en prenant la tête du ministère de l'enseignement supérieur.